# Station Kjose
Station Kjose is een station in Kjose in de gemeente Larvik in fylke Vestfold in  Noorwegen. Het station ligt aan Vestfoldbanen. Het stationgebouw, uit 1882, is ontworpen door Balthazar Lange, een architect die met name stations heeft ontworpen in Vestfold en Østfold. In 2018 werd het trace van Vestfoldbanen verlegd, waardoor onder meer Kjose gesloten werd.